# XIII Concurs de castells de Tarragona
El XIII Concurs de castells de Tarragona tingué lloc el 7 d'octubre del 1990 a la plaça de braus de Tarragona, actual Tarraco Arena Plaça. Fou el vint-i-setè concurs de castells de la història i hi participaren 12 colles. En aquesta edició es descarregà per primer cop en el certamen un castell de 9, un 3de9f per part de la Colla Joves.

## Resultats

### Classificació
| Resultat              |
| --------------------- |
| Descarregat (D)       |
| Carregat (C)          |
| Intent (I)            |
| Intent desmuntat (ID) |

En el XIII Concurs de castells de Tarragona hi van participar 12 colles.
| Pos. | Colla                             | 1a ronda | 2a ronda | 3a ronda | 4a ronda | 5a ronda  | 6a ronda | Punts |
| ---- | --------------------------------- | -------- | -------- | -------- | -------- | --------- | -------- | ----- |
| 1    | Colla Joves Xiquets de Valls      | 3de9f    | 4de9f(i) | 2de8f    | 4de8     | 4de9f(c)  | —        | 6.178 |
| 2    | Colla Vella dels Xiquets de Valls | 2de8f    | 3de9f(i) | 4de8     | 4de9f(c) | 3de9f(i)  | 3de7     | 4.100 |
| 3    | Castellers de Vilafranca          | 3de9f(i) | 3de8     | 2de8f    | 4de8     | 3de9f(i)  | —        | 3.790 |
| 4    | Colla Jove Xiquets de Tarragona   | 2de8f    | 3de8(i)  | 3de8(i)  | 4de8(c)  | 5de7      | —        | 3.320 |
| 5    | Castellers de Barcelona           | 5de7     | 4de8     | 3de7ps   | —        | —         | —        | 2.792 |
| 6    | Xiquets de Tarragona              | 4de8(i)  | 2de7(c)  | 5de7     | 3de8(i)  | 4de7a     | —        | 2.420 |
| 7    | Castellers de Terrassa            | 5de7     | 4de7a    | 4de7     | 3de7     | —         | —        | 2.000 |
| 8    | Nens del Vendrell                 | 3de7     | 5de7     | 4de7a(i) | 4de7a(i) | 4de7      | —        | 1.700 |
| 9    | Castellers de Castelldefels       | 2de6     | 4de7     | 3de7     | —        | —         | —        | 1.100 |
| 10   | Xiquets del Serrallo              | 3de7(c)  | 5de7(i)  | 2de6     | 4de7     | 3de7ps(i) | —        | 1.060 |
| 11   | Nois de la Torre                  | 3de7(c)  | 4de7(c)  | 2de6     | —        | —         | —        | 1.040 |
| 12   | Xicots de Vilafranca              | 2de6(i)  | 2de6     | 3de7(i)  | 4de7(i)  | —         | —        | 190   |

### Estadística
La següent taula mostra l'estadística dels castells que es van provar al concurs de castells. Apareixen ordenats, de major a menor puntuació, segons la taula de puntuacions del XIII Concurs de castells de Tarragona.

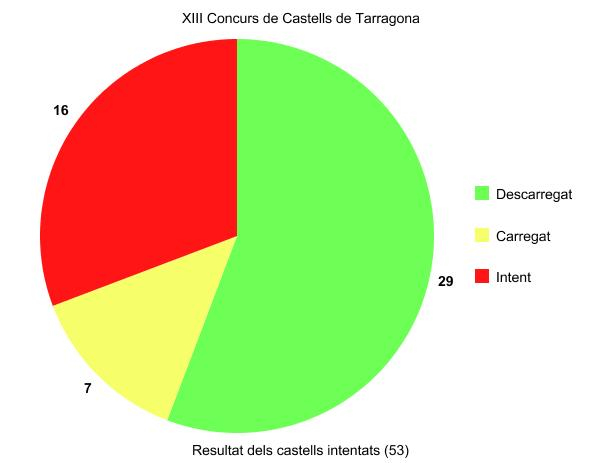
Gràfica del resultat dels castells intentats al XIII Concurs de castells de Tarragona

| Núm.        | Castell                 | Descarregat | Carregat | Intent | Intent desmuntat | Total |
| ----------- | ----------------------- | ----------- | -------- | ------ | ---------------- | ----- |
| 1           | 3 de 9 amb folre        | 1           | –        | 4      | –                | 5     |
| 2           | 4 de 9 amb folre        | –           | 2        | 1      | –                | 3     |
| 3           | 2 de 8 amb folre        | 4           | –        | –      | –                | 4     |
| 5           | 3 de 8                  | 1           | –        | 3      | –                | 4     |
| 6           | 4 de 8                  | 4           | 1        | 1      | –                | 6     |
| 7           | 2 de 7                  | –           | 1        | –      | –                | 1     |
| 8           | 3 de 7 aixecat per sota | 1           | –        | 1      | –                | 2     |
| 9           | 5 de 7                  | 5           | –        | 1      | –                | 6     |
| 10          | 4 de 7 amb l'agulla     | 2           | –        | 2      | –                | 4     |
| 11          | 3 de 7                  | 4           | 2        | 1      | –                | 7     |
| 12          | 4 de 7                  | 4           | 1        | 1      | –                | 6     |
| 13          | 2 de 6                  | 4           | -        | 1      | –                | 5     |
| Total       | Total                   | 29          | 7        | 16     | 0                | 53    |
| Percentatge | Percentatge             | 54,7%       | 13,2%    | 30,1%  | 0%               | 100%  |